# Старинный театр
«Старинный театр» — историко-реконструктивное сценическое предприятие, возникшее в Санкт-Петербурге в 1907 году по инициативе Николая Николаевича Евреинова и барона Николая Васильевича Остен-Дризена, явилось «одной из самых интересных и плодотворных художественных идей в России начала XX столетия». Эта кратковременная художественно-драматургическая студия просуществовала два коротких сезона. 1907—1908 — западноевропейский театр Средневековья и Ренессанса (Германия, Франция — XII—XVI веков): литургическая драма, миракль, моралите, пастурель, фарс, обераммергау; 1911—1912 — испанский театр эпохи возрождения: интермедия, мистерия, мохиганга, комедия, драма (XVI—XVII веков); намечавшаяся в третьем сезоне (1914—1915) постановка спектаклей итальянской народной комедии масок не состоялась. Сценография осуществлялась силами художников «Мира искусства» и «всех его союзников», в то время как труппу Старинного театра составили актёры-любители, студенты и актёры Суворинского театра.

## Возникновение
Старинный театр возник в СПб по мысли Н. Н. Евреинова в конце 1907 г. и, закончив свой первый сезон постом 1908 г. (литургическая драма, миракль, пастурель, фарс), возродился снова в конце 1911 г. (испанская драма эпохи расцвета. ... Можно сказать, что в смысле длительности и непрерывности сезонов это — самое эфемерное предприятие из числа всех нами виденных, разумея здесь, конечно, только самые серьёзные начинания.
Преемственность театральной традиции, вероятно, не угасала никогда. Самым первым приходит на память известный эпизод шекспировского «Гамлета». Показательно, что в качестве инструмента обличения герой названной трагедии воспользовался метафорикой античного театра, что вполне закономерно, поскольку действие трагедии повествует о ещё языческих временах — до принятия Данией христианства. Однако задачи, которые ставил перед собой Старинный театр, подразумевали обращение к сценическим образцам того театра, который возник и развился уже на почве зрелой христианской культуры, и в очень малой степени следовал нормам, лежащим в основе греко-римских зрелищных и мистериальных форм.
Полноценного опыта реконструктивного театра в масштабах, которые подразумевало рассматриваемое предприятие, история не знает, лишь А. Н. Бенуа помнил, как однажды Сара Бернар «пожелала воспроизвести „Эсфирь“ Расина в том виде, как она давалась в монастыре Сен-Сир при Людовике XIV». Это оказалось малоинтересным: «всё, начиная от костюмов, кончая режиссёрской частью, было робко и слабо, <…> форменный спектакль для учащейся молодёжи».
Ситуация в театральной жизни послереволюционной России требовала преодоления усилившихся цензурных препон, и хотя Евреинов был далёк от решения сценических задач с островыраженным социальным акцентом, он хорошо сознавал, что большую свободу и большой выразительный и художественный потенциал содержит именно театральный опыт ранних эпох, в чём-то живописно-брутальный, а в чём-то более утончённый, синкретичный, далёкий от нежизнеспособных натуралистических театральных тенденций начала 20 века, причём, и это будет понятно из дальнейшего, греко-римский театр своей образностью и художественным языком в меньшей степени соответствовал запросам российского зрителя этого периода, хотя режиссёр в первоначальном плане, сообразно хронологической последовательности, предполагал открыть реконструктивный цикл именно постановкой античных спектаклей, но, подчинившись status quo, отказался от первоначального замысла. «Более чем кто-либо из деятелей „Старинного театра“ Евреинов руководствовался замыслом тщательной реконструкции театральной старины, но нельзя забывать, что во время рождения театра он уже был склонен к апологизации зрелищного театра условных форм».
Об истории Старинного театра исследователи, опираясь в основном на сведения книги Эдуарда Старка, цитированной выше, пишут приблизительно одинаково: идея реконструктивного театра принадлежит Н. Н. Евреинову, реализация же её стала возможной благодаря участию бар. Н. В. Дризена.
В конце 1905 — начале 1906 года на стратегическом собрании у М. Е. Дарского, режиссёра Александринского театра, на котором присутствовали, в числе других театральных деятелей, режиссёр С. М. Ратов и популярный провинциальный режиссёр А. М. Звездич, Николай Николаевич Евреинов вдруг рискнул публично поделиться давно волновавшей его мыслью, которая показалась интересной, но трудноосуществимой, исходя из реальных практических возможностей… Нельзя сказать, удалась бы она, если бы веление судьбы не столкнуло его с бароном Николаем Васильевичем Дризеном, фанатически привязанным к театральной жизни ещё с поры своего рязанского «местоблюстительства» .
Э. Старк пишет: «Случай часто играет в жизни немаловажную роль, так вышло и в истории „Старинного театра“. Судьбе угодно было, чтобы Евреинов и Дризен, дотоле не встречавшиеся, познакомились на торжественном банкете, устроенном по случаю 10-летнего юбилея журнала „Театр и искусство“… Было это 5-го января 1907 г. Здесь в интимной беседе, начавшейся после того, как закончился банкет и общество разбилось на отдельные кружки, Евреинов посвятил нового знакомого в детали своего проекта. Собеседование на столь увлекательную тему, затянувшееся далеко за полночь, продолжалось на извозчике — оба жили в одном ит том же районе, и тут барон Дризен окончательно зажёгся оригинальным проектом Евреинова. Почувствовав сейчас же всю скрытую в нём бесконечную красоту и возможность открытия каких-то новых театральных горизонтов, Дризен, как человек необыкновенной энергии и прямо исключительных организаторских способностей, тотчас же решил попробовать воплотить идею в жизнь»
Ошеломляюще широка была первоначальная программа: первый вечер — античный театр (Греция и Рим); второй — Средние века (мистерии, моралите, миракли, уличный театр и прочее); третий — эпоха возрождения (ложноклассический испанский театр, арлекинада, балет); четвёртый — английский театр эпохи Шекспира; пятый — театр Мольера. В изданном проспекте говорится: «Время Мольера совпадает со временем появления театра на Руси, …вполне естественным является переход от западноевропейского театра к нашему отечественному». Иллюстрации проспекта анонсируют программу-максимум — «в пять вечеров втискивался весь европейский ретроспективный театр в основных этапах его развития»: снимок рисунка античной вазы из коллекции Британского музея, воспроизводящего танец в честь Вакха—Диониса; следующий, с античный же вазы — «Сцена в режиссёрской перед представлением античной комедии»; на репродукции миниатюры из средневековой рукописи собрания герцога Омальского — сцена из мистерии о страданиях святой Аполлинарии; на копии из собрания университетской библиотеки Утрехта — Театр Лебедя (англ. The Swan Theatre) в Лондоне XVII века. Эмблема, сочинённая И. Я. Билибиным, соответствует этому замыслу: маски трёх театральных эпох — трагическая античная, рогатая карнавальная полумаска ренессансной комедии, изящная маска-домино комедии дель арте.
От предполагавшейся первоначально хронологической реконструкции (от древних театральных форм, античного театра) организаторы отказались, следуя одержавшему верх мнению профессора Е. В. Аничкова, чьи доводы сводились к тому, «что для истории театра в её последовательном развитии античная драма вовсе не так важна, потому что не существует преемственной связи между нею и европейским театром в полном его объёме; последний есть достояние христианской культуры, и её корни таятся во тьме средневековья».

## Создатели и участники

### Режиссёры, исследователи и теоретики
Постановочную группу, помимо Николая Николаевича Евреинова и барона Николая Васильевича Дризена, составили Михаил Николаевич Бурнашев (вместе с организаторами — в «директории» театра), Александр Акимович Санин (Шёнберг) — возглавил с Н. Н. Евреиновым режиссёрский совет и, будучи специалистом в постановке массовых сцен, режиссировал «жизнь толпы»; Константин Михайлович Миклашевский (Мик), впоследствии зарекомендовавший себя как специалист по итальянскому театру; Наталья Ильинична Бутковская — издательница, на протяжении многих лет одна из ближайших сотрудниц Н. Н. Евреинова. Большинство из них сочетает режиссуру с исследовательской деятельностью.
Теоретическая база дала верное направление складывающейся концепции, пониманию материала будущих сценических воплощений, что особенно важно, если учесть скрупулёзность, с которой Н. Н. Евреинов подходил не только и не столько к решению формальных, «археологических» задач театра, сколько в поиске путей к достоверной его содержательности, к постижению и трансляции самого духа реконструируемых архаических форм. На успехе постановок театра, зрелищности и ненатуралистическом их правдоподобии существенно сказалось привлечение у участию в подготовке и непосредственной работе над спектаклями профессионалов.
В числе их: Евгений Васильевич Аничков — филолог, знаток как русских, так и западных — фольклора и традиций обрядовой магии (в сопричастности тому и независимо — социалист, революционер—народник); сотрудник Эрмитажа, талантливый искусствовед барон Николай Николаевич Врангель; Владимир Фёдорович Шишмарёв — филолог-романист, приват-доцент Петербургского университета, впоследствии академик; историк литературы и театра, пушкинист Пётр Осипович Морозов, заведовавший литературно-исторической частью в Старинном; Дмитрий Константинович Петров — филолог, специалист по испанской драматургии, профессор университета, в дальнейшем — член-корреспондент академии наук; ещё один сотрудник Эрмитажа, искусствовед и литературный критик Александр Александрович Трубников (псевдонимы: Андрей Трофимов, Лионель), в эмиграции удостоился приза Французской Академии за мемуары «От Императорского Эрмитажа к блошиному рынку».
В процессе изучения материалов и при формировании репертуара подстрочные переводы частью делались самими организаторами, а в ходе подготовки и прогона спектаклей для литературной «шлифовки» сценических текстов пригласили поэтов и филологов-переводчиков: Александра Блока, Константина Бальмонта, Сергея Городецкого, Михаила Кузмина; поэтессу, переводчицу и драматурга Татьяну Львовну Щепкину-Куперник. 15 февраля 1907 года Н. Н. Евреинов пишет Н. В. Дризену: «Многоуважаемый Николай Васильевич, уведомляю Вас, что Н. Н. Вентцель выразил согласие…».
Разные источники говорят также о причастности к Старинному театру — в качестве ли «устроителей», или как о «вовлечённых в орбиту интересов этого кружка» — Вяч. Иванова, Фёдора Сологуба, П. П. Гнедича, Н. Н. Арбатова, К. С. Станиславского, В. И. Немировича-Данченко, Ю. Э. Озаровского, Н. А. Попова, М. А. Вейконе и Н. Н. Долгова.

### Художники Старинного театра и его музыкальное оформление
Первостепенное значение придавалось «подаче», декорациям и костюмам, пластической и акустической среде, без чего невозможно было ни погружение в общее состояние эпохи, ни приобщение к чарующей самобытности её. И дело создания этих компонентов стилизации действа с успехом решалось мирискусниками — лучшими представителями салона и младшего поколения академизма начала XX века (умеренный модерн — декоративный символизм; неоклассицизм — ретроспективизм, историцизм).
Александр Николаевич Бенуа и Николай Константинович Рерих, участвовавшие в работе над спектаклями и в качестве искусствоведов, как, впрочем, и остальные художники — Иван Яковлевич Билибин, Мстислав Добужинский, Владимир Алексеевич Щуко (в 1911 уже академик архитектуры), Владимир Чемберс, Николай Калмаков и князь Александр Константинович Шервашидзе — эти имена говорят сами за себя: впоследствии большинство из них, соседствуя с именами Жоржа Брака, Пабло Пикассо, Хоана Миро, Макса Эрнста, Константина Коровина, Натальи Гончаровой, Михаила Ларионова, Леопольда Сюрважа, Джакомо Балла, Жана Кокто, Анри Матисса, Мориса Утрилло, Габриэль Шанель, украсят афиши «Русских сезонов» Сергея Дягилева, займут своё место в каталогах лучших собраний мира, и будут взвинчивать цены на самых престижных аукционах.
Во всех пьесах, кроме моралите и фарсов, сочинение их неотъемлемого музыкального сопровождения было подчинено руководству композитора Александра Константиновича Глазунова, одного из учителей Н. Н. Евреинова, и профессора консерватории, автора ряда трудов по эстетике и истории музыки Ливерия Антоновича Сакетти, а выполнил его с блеском молодой московский композитор Илья Сац. Хореографической частью руководил М. М. Фокин — в это время начинающий, а в дальнейшем — артист и балетмейстер, прославивший русскую школу классического и фольклорного танца, в том числе — в дягилевских «Сезонах».

### Труппа
Поскольку, сообразно задачам театра, подразумевавшим воссоздание духа живых народных средневековых зрелищ, действие которых разворачивалось при непосредственном участии обывателей, вовлекавшихся в них по мере развития фабулы, сюжета, импульсивно становившихся из зрителей непосредственными участниками, в исполнительском составе Старинного театра присутствовало очень много любителей, студентов, — невозможно установить имена не только всех включавшихся в массовки, но даже — исполнявших эпизодические роли; их не сохранили ни печатные программы, ни малочисленные афиши. Тем не менее, последние, как и немногие публикации, посвящённые Старинному театру, фотографии, позволяют воспроизвести имена некоторой части его актёров. Этому способствуют также справочные издания, где даны сведения об артистах театра Литературно-художественного общества, большинство из которых составило ядро интересующей нас труппы. К сожалению, юбилейное издание, выпущенное в 1915 году к двадцатилетию этого театра, обходит молчанием деятельность Старинного.
В то же время, отдельные фотографии и афиши дают возможность получить представление даже о парикмахерах, костюмерах и суфлёрах, о косвенных участниках этого экспериментального мероприятия — тех, кто предоставлял весьма важные в постановках старинные музыкальные инструменты, антикварную мебель и другие детали сценического антуража, — «декоративного убранства залов», в которых давались спектакли, — служивших требованиям единства места, времени и действия.
Здесь уместным будет отметить, что Старинный театр «поглотил» около 20 тысяч рублей — деньги немалые по тем временам, однако известно, что бюджет некоторых современных ему постановок многократно превышал названную сумму, так что в значительной степени эта затея держалась на альтруизме и энтузиазме.
Из небольшой книжицы Э. Старка о первом сезоне мы узнаём только, что в спектаклях были заняты артисты П. Э. Налобин, М. А. Риглер, Б. Х. Костальский, М. Н. Альминский, С. П. Перелыгин, К. М. Мишевский (сценический псевдоним К. М. Миклашевского), Н. И. Бутковская. Как мы видим, в некоторых спектаклях участвовали и сами их постановщики. Зато издание 1922 года даёт нам афишу, по которой можно составить полноценное представление о труппе: М. И. Берсенёва, Н. И. Бутковская, З. А. Дмитренко, Е. К. Дукшинская, Е. Г. Зотова, П. Т. Ладо, М. А. Лорок, М. Н. Локтева-Пигнати, М. А. Риглер, К. К. Ястржемец, М. Н. Альминский, И. М. Березняков, В. О. Вреден, В. Н. Виташев, Д. С. Валентинов, А. Н. Григорьев, Ф. Ф. Дальнев, Г. Г. Ельнев, В. А. Карнеев, Б. Х. Кастальский, В. И. Квятковский, Ф. Н. Курихин, К. М. Мишевский, П. Э. Налобин, А. И. Орлов, С. П. Перелыгин, С. М. Пельцер, И. М. Свободин, Н. С. Славский, П. П. Сазонов, Н. Н. Хлынов.
По репертуарной афише второго сезона известен следующий состав труппы: Г-жи О. Н. Высоцкая, А. Ф. Гейнц, Ф. А. Глинская, М. В. Ильинская (бывшая артистка Императорских театров), Б. Г. Назарова, Л. А. Каменова, В. Н. Королёва, Д. Р. Николаева, Т. А. Онсинская, А. М. Сомова, А. А. Ставрогина, С. П. Стебницкая, Г. А. Теплова, М. В. Филаретова, В. Ф. Чекан, О. И. Шведе; Гг. В. А. Ардашев, М. А. Аржанов, С. С. Васютинский, И. А. Викторов, М. В. Виноградов, А. И. Волынский, А. А. Гейрет, Н. В. Киевский, Л. И. Львов, А. А. Мгебров, Н. Н. Павлов, А. И. Степной, В. А. Тенев.

## Подготовка к первому сезону
30 ноября 1907 года Н. Н. Евреинов в Литературном кружке имени Я. П. Полонского прочёл доклад, посвящённый задачам Старинного театра; в частности, им был выдвинут принцип, определявший основную линию общей для всей труппы актёрской манеры, которая должна была способствовать погружению в атмосферу, соответствующую не только времени, но и манере представавшего некогда на подмостках или непосредственно в уличном действе: «изображать не изображаемых, а изображающих…, стремиться преломить образ мистерии или моралите через черты того учёного или почётного гражданина, который является носителем драматического искусства в ту эпоху»
Н. В. Дризен собирает материал в поездке «по отдалённым монастырям Швейцарии (объехал Мюнхен, Нюренберг и Ротенбург)», М. Н. Бурнашев направился «в Париж и Кёльн (где собрал материалы по истории средневекового театра»).

## Первый сезон — Эпоха средних веков. 1907—1908

### Три волхва
Сочинение Н. Н. Евреинова (по рукописи XI века)
Реконструкция старогерманской полулитургической драмы XII века
- Пролог и картина представления написаны Н. Евреиновым
- Декорации Н. К Рериха
- Работы по иконографии костюма М. Н. Бурнашева
- Постановка ритуала «действа» литургической драмы — М. Н. Бурнашев (пролога и народных сцен — А. А. Санина)

Хоровое унисонное пение XI века

### Действо о Теофиле
Миракль трувера XIII века Рютбёфа
Драматизированная легенда о чудесах Богоматери
- Перевод А. А. Блока
- Декорации и костюмы И. Я. Билибина
- Постановка Н. В. Дризена и А. А. Санина
- Музыка И. А. Саца

«Трёхъярусная сцена: ад, земля и небо»

### Игра о Робэне и Марион
Пастурель трувера XIII Адама де Ла Алля (арасского горбуна)
- Перевод Бенедикта (Н. Н. Вентцеля)
- Декорации и костюмы М. Добужинского
- Постановка Н. Евреинова

«Танцы „Трэскэ“ и „Фарандола“. Автентичные песни XIII века под аккомпанемент менестрелей на инструментах того века: гамбах, монохорд, органиструм, псалтирях и симфонии»

### Фарс о чанеи Фарс о шапке-рогаче
«Очень весёлые и смешные фарсы»
Сочинение Жана Дабонданса, королевского нотариуса города Пон-Сент Эспри (XV—XVI веков)
- Перевод барона Н. Н. Врангеля и А. А. Трубникова
- Декорации и костюмы В. Я. Чемберса
- Постановка М. Н. Бурнашева

Фарс исполняется с интерпретацией шутов

### Игра об Адаме
Миракль XII века неизвестного автора
- Перевод М. Кузмина
- Декорации И. Я. Билибина

Постановка не была разрешена цензурой

### Нынешние братья
Моралите XV века христианина Николя из Парижа, с улицы Нотр-Дам
- Перевод С. Городецкого
- Декорации и костюмы В. А. Щуко
- Режиссёры Н. В. Дризен и А. А. Санин

### Ярмарка на индикт святого Дениса
«Уличный театр» — зрелища и забавы XIV века
- Драматическая сюита Н. Н. Евреинова в его же постановке
- По сообщениям приват-доцента Е. В. Аничкова и приват-доцента В. Ф. Шишмарёва
- Оформление Е. Е. Лансере и А. И. Бенуа

Постановка не была осуществлена

## Второй сезон — Испанский театр эпохи расцвета. 1911—1912

### Фуэнте Овехуна (Овечий источник)
Драма в трёх хронадах Лопе де Вега (сочинение 1612—1613; издано в 1619 году)
Реставрация народного театра XVI века
- Перевод С. А. Юрьева
- Постановка Н. Н. Евреинова
- Декорации Н. К. Рериха (исполнены В. В. Эмме)
- Костюмы И. Я. Билибина (с учениками Вестфален, Завадовской, Коннель)

18 ноября 1911

### Два болтуна
Интермедия Мигеля де Сервантеса (авторство под вопросом, первая публикация — 1617)
- Перевод А. Н. Островского
- Постановка Н. Н. Евреинова

### Великий князь Московский и гонимый император
Пролог драмы Лопе де Веги — «Новые деяния великого князя Московского» (1606)
Реставрация придворного спектакля в Королевском парке Buen Retiro (Мадрид)
- Перевод П. О. Морозова
- Постановка Н. И. Бутковской
- Оформление В. А. Щуко
- Костюмы Н. К. Калмакова

28 ноября 1911

### Благочестивая Марта или Влюблённая святоша
Комедия в 3 действиях Тирсо де Молины (издание 1636 года)
Реставрация странствующей труппы XVII века.
- Перевод Т. Л. Щепкиной-Куперник
- Постановка К. М. Миклашевского
- Декорации кн. А. К. Шервашидзе (исполнение П. Ф. Смотрицкого)
- Костюмы кн. А. К. Шервашидзе
- Композитор И. А. Сац, хореограф В. И. Пресняков

### Чистилище святого Патрика
Драма Педро Кальдерона (1643)
Реставрация придворного спектакля XVII века.
- Перевод К. Бальмонта
- Постановка бар. Н. В. Дризена
- Оформление Е. Е. Лансере и В. А. Щуко
- Костюмы И. Я. Билибина

Патрик — А. А. Мгебров